# Tormenta roja
Tormenta roja (título original en inglés: Red Storm Rising) es una novela tecno-thriller escrita en 1986 por Tom Clancy y Larry Bond sobre una Tercera Guerra Mundial en Europa entre la OTAN y las fuerzas del Pacto de Varsovia, en torno a mediados de 1986. Esta es una de las tres novelas (las otras son SSN, y Against All Enemies) que no tiene ninguna asociación con otras novelas de Clancy, ya que no entra en el universo de Jack Ryan. La novela finalmente dio su nombre a una empresa de desarrollo de juegos que se llama Red Storm Entertainment, fundada en 1997. Tal como comenta Tom Clancy en Nota del Autor la idea de escribirlo le vino al conocer y estudiar una campaña, llamada Convoy-84, del wargame naval de tablero Harpoon sobre una nueva Batalla del Atlántico entre fuerzas soviéticas y de la OTAN por el envío de suministros a las fuerzas combatientes en Europa utilizando convoyes.

## Resumen
Terroristas islámicos de Azerbaiyán destruyen una refinería de petróleo en Nizhnevártovsk (URSS), la producción de petróleo se paraliza y amenaza con arruinar la economía soviética. Antes que tener que hacer concesiones a Occidente para poder salir de la crisis, el Buró Político elige un camino diferente: la guerra. El Buró Político decide apropiarse de los campos de petróleo del golfo Pérsico, tomándolos por la fuerza.
De acuerdo con la doctrina Carter, cualquier ataque en el golfo Pérsico es un ataque a un interés estratégico vital de los Estados Unidos, y será tratado como tal, es decir, una respuesta militar. Para evitar una reacción combinada de la OTAN, la KGB inicia una operación para dividirla. El primer paso de la operación era hacer creer a la opinión pública que la República Federal Alemana había lanzado un ataque terrorista sin provocación contra la Unión Soviética, la segunda parte sería la invasión de Europa en respuesta al «ataque». Con Alemania occidental ocupada, y con la derrota de la OTAN, se espera que los Estados Unidos no sientan la necesidad de ayudar a los estados petroleros árabes, ya que puede satisfacer sus necesidades de petróleo con fuentes del Hemisferio Occidental. Con el fin de movilizar el apoyo popular dentro de la Unión Soviética y específicamente en contra de Alemania Occidental, el Politburó organiza un atentado con bomba en el Kremlin que provoca la muerte de algunos niños de una escuela primaria de Pskov. El gobierno soviético culpa públicamente a un agente alemán pero que en realidad es un espía soviético en Alemania Occidental.
- Datos: Q1581581